# Mezei Mózes
Mezei Mózes P. Levente (írói álneve: Móka) (Zetelaka, 1914. december 21. – ???) erdélyi magyar ferences szerzetes, egyházi író, szótáríró.

## Életútja
Középiskolát Székelyudvarhelyen és Csíksomlyón (1932), teológiát a vajdahunyadi Ferences Hittudományi Intézetben végzett (1939), a kolozsvári magyar egyetemen filológia szakos tanári diplomát szerzett (1948). Kolozsvárt káplán (1939–46), Csucsán adminisztrátor (1946–51), Székelyudvarhelyen a Collegium Seraphicum tanára, kényszerlakhelyhez kötötték, majd bebörtönözték (1951–64). Számtantanár Székelyudvarhelyen, Homoródkarácsonyfalván (1964–69), majd mint lelkész Medgyesen, Fogarason (1969–89) szolgált.
Cikkei jelentek meg a Katolikus Világban, a Ferences Nemzedékben és a Csíksomlyói Virágok című kéziratos havi lap hasábjain (1933–43). A Szent Bonaventura Könyvnyomda adta ki Orosz–magyar társalgó (Kolozsvár, 1945) című kézi szótárát.